# ラツィーゼ
ラツィーゼ（伊: Lazise）は、イタリア共和国ヴェネト州ヴェローナ県にある、人口約6,900人の基礎自治体（コムーネ）。

## 地理

### 位置・広がり

#### 隣接コムーネ
隣接するコムーネは以下の通り。括弧内のBSはブレシア県所属を示す。
- バルドリーノ
- ブッソレンゴ
- カステルヌオーヴォ・デル・ガルダ
- パデンゲ・スル・ガルダ (BS)
- パストレンゴ
- シルミオーネ (BS)

### 気候分類・地震分類
気候分類では、zona E, 2287 GGに分類される。
また、イタリアの地震リスク階級 (it) では、zona 2 (sismicità media) に分類される。

## 歴史
街はガルダ湖の東に位置し、その名前はラテン語で「湖の村」を意味する“lacus”に由来する。ラツィーゼは元はローマ人の村と市場で、高床式の家の集まりであった。888年から961年のベレンガーリオ1世とその息子の統治時代、この街はこの王を唯一受け入れ、他の封建体制は受け入れない"free villa"であった。961年イタリアがドイツの支配を受けると、町民はアディジェ川の谷を下り、ガルダ湖岸で野営した。981年Ottone Sassoniaが、ラツィーゼの要塞化する権利と貿易権を創設することを認めた。12世紀に創設されたSaint Nicolò教会はジョット派によって描かれたフレスコ画を所有している。

## 姉妹都市
- ローゼンハイム、ドイツ